# Grabowiec
Grabowiec è un comune rurale polacco del distretto di Zamość, nel voivodato di Lublino.
Ricopre una superficie di 128,88 km² e nel 2004 contava 4 685 abitanti.

## Curiosità
Nell'aprile del 2005 una delle vie di Grabowiec è stata intitolata a Obi-Wan Kenobi.